# Chiesa di San Rocco (Almenno San Bartolomeo)
La chiesa di San Rocco è la parrocchiale di Albenza frazione di Almenno San Bartolomeo, in provincia e diocesi di Bergamo; fa parte del vicariato di Mapello-Ponte San Pietro.

## Storia
Il 7 ottobre 1575 san Carlo Borromeo arcivescovo di Milano visitò le chiese di Almenno San Bartolomeo, e negli atti della visita vi è la citazione di un edificio di culto intitolato a San Rocco sussidiario della parrocchiale di San Bartolomeo indicata in "loci Cabardelli", "membrum parochialis", chiesa dipendente, "de Roncula"
L'archivio parrocchiale conserva i decreti del 21 maggio 1672 e 26 ottobre 1674 che definivano i confini territoriali della nuova circoscrizione. L'intitolazione e l'elevazione a parrocchia venne inserita nella relazione che il parroco allegò agli atti della visita pastorale di Giovanni Paolo Dolfin del 7 settembre 1779. Dagli atti si deduce che la chiesa vi era la scuola della Dottrina cristiana, e che era retta da un parroco mercenario coadiuvato da un cappellano.
Un primo ampliamento dell'edificio avvenne nel Seicento e nuovamente ricostruita dal 1702 con il rifacimento della copertura del tetto e la pavimentazione in cotto. Furono poste le due acquasantiere e aperta una nuova finestra con lamine in vetro. Fu posta anche la zona penitenziale con il confessionale sul lato sinistro della navata presso l'ingresso. Venne ordinata anche la costruzione di un luogo di sepoltura per i sacerdoti, luogo poi identificato nei lavori eseguiti nel XX secolo con il ritrovamento di ossa. La chiesa fu elevata a parrocchia il 28 aprile 1753 dal vescovo Antonio Redetti, con lo smembramento dalla chiesa di San Bernardo della località Roncola. Nuovamente consacrata nell'Ottocento da Pietro Maria Ferrè.
Nel Novecento la chiesa fu oggetto di lavori di restauro e ampliamento su progetto di Sandro Angelini con la consacrazione del vescovo Adriano Bernareggi il 13 ottobre 1944 dei nuovi altari dedicati al Sacro Cuore e a Santa Maria degli Angeli.
Con decreto del vescovo di Bergamo Giulio Oggioni del 27 maggio 1979 la chiesa fu inserita nel vicariato locale di Mapello-Ponte San Pietro.

## Descrizione
L'edificio circondato dal sagrato con pavimentazione in sampietrini di porfido di culto delimitato da muretto. è posto sopra un dosso. la facciata tripartita da quattro lesene è divisa in due ordini da una cornice marcapiano con copertura a coppi. Nell'ordine inferiore vi è centrale il portale con paraste e architrave in pietra arenaria, e nella seziona a sinistra vi è la lapide dei caduti delle guerre. La sezione superiore prosegue nel medesimo ordine delle lesene terminanti con capitelli ionici che reggono il timpano triangolare. La grande finestra rettangolare atta a illuminare l'aula è completa di contorno sempre in pietra.
Internamente la chiesa a croce latina e a pianta rettangolare, presenta lesene che la dividono in tre campate di cui le prime due presentano due lesene abbinate conseguenti ai lavori di allungamento della chiesa. Le lesene sono complete di zoccolatura e capitelli d'ordine corinzio da dove s'imposta la volta a botte. Nel transetto vi sono gli altari dedicati alla Madonna del Rosario e al Sacro Cuore. La zona presbiteriale a pianta rettangolare, è preceduta dall'arco trionfale e rialzata da tre gradini, e terminante con il coro absidato con copertura a catino.